# Зореа, Меир
Меир Зореа (ивр. מאיר זורע‎, известен как Зарро; при рождении Меер Зародинский; 14 марта 1923, Кишинёв, Бессарабия — 24 июня 1995, Израиль) — израильский военный и политический деятель, генерал Армии обороны Израиля.

## Биография
Меир Зореа (Меер Зародинский) родился в Кишинёве в 1923 году. В 1925 году с родителями переселился в подмандатную Палестину. В 1942 году присоединился к роте  британского 20 полка Buffs (Royal East Kent Regiment), а после 1944 года как член Еврейской бригады в составе британской армии участвовал в боевых действиях Второй мировой войны. Поздней зимой 1945 года принял участие в битве в долине реки Сенио на севере Италии, за что был награждён британским Военным Крестом.
Демобилизовался из британской армии в 1946 году в звании капитана после серии операций по уничтожению нацистских преступников. Во время Войны за независимость в 1948—1949 годах Меир Зорea был командиром батальона, затем остался на воинской службе главой учебного отделения верховного штаба и командиром офицерской школы. В 1953 году он демобилизовался, но вновь поступил на воинскую службу в 1956 году, став заместителем командира, затем командиром танковых войск, главой военной разведки, командующим Северным округом. Принял участие в операции по захвату военного преступника Адольфа Эйхмана в Аргентине. Вышел на пенсию в 1962 году в звании генерал-майора.
В начале Шестидневной войны Меир Зореа командовал танковыми частями, прорвавшимися на Синайский полуостров и занявшими Шарм-эш-Шейх. В 1976—1977 годах служил директором Земельного управления Израиля. Выйдя в 1976 году из партии МАПАМ, Зореа вместе с профессором Игаэлем Ядином сформировали новую центристскую партию ДАШ (Демократическое движение за перемены), одной из целей которой было законодательное введение конституции. В 1977 году Зореа был избран депутатом Кнессета от партии ДАШ.